# Denkmal für Kaiserin Elisabeth von Österreich-Ungarn

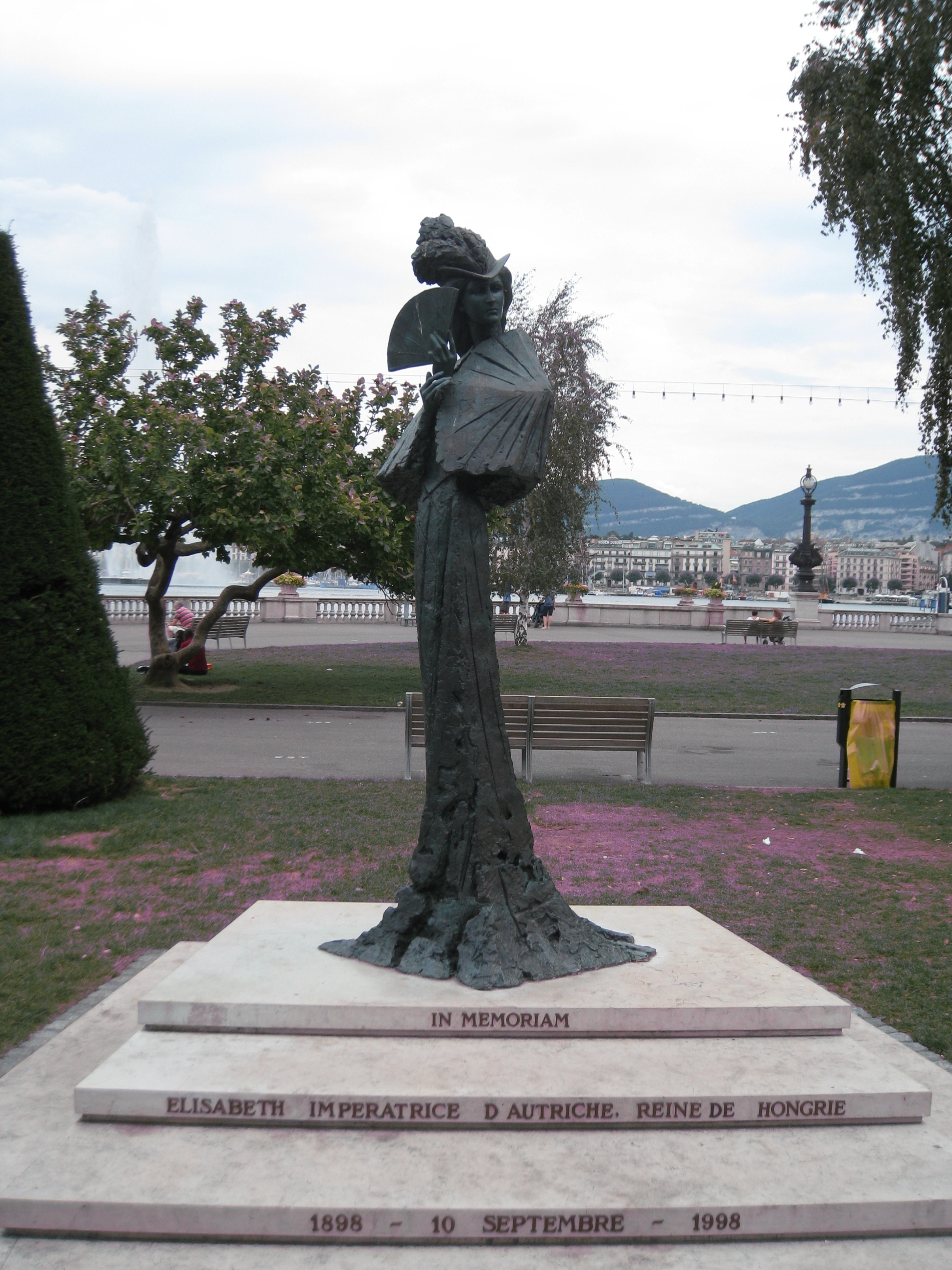
Das Sisi-Denkmal in Genf (2009)

Das Denkmal für die Kaiserin Elisabeth von Österreich-Ungarn (auch Sisi-Denkmal) ist ein von Philip Jackson geschaffenes Personendenkmal für Elisabeth «Sisi» von Österreich-Ungarn. Es wurde 1998 beim Quai du Mont-Blanc in Genf enthüllt, wo ihr Luigi Lucheni hundert Jahre zuvor die tödliche Wunde beigebracht hatte.

## Geschichte

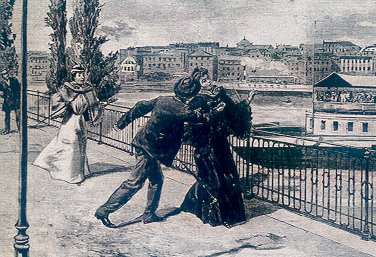
Zeitgenössische Illustration von Elisabeths Ermordung am Quai du Mont-Blanc

Die Kaiserin Elisabeth «Sisi» wurde am 10. September 1898 in Genf ermordet, nachdem sie tags zuvor in der Stadt angelangt und inkognito im Luxushotel «Beau-Rivage» abgestiegen war. Am frühen Nachmittag begab sie sich in Begleitung ihrer Hofdame auf den Quai du Mont-Blanc, um ihr Schiff Genève zu Fuss zu erreichen. Hier fiel Lucheni sie an und stiess ihr eine Feile ins Herz. Sie verstarb kurz darauf im Hotel.
In Erwartung des hundertsten Todestages der ungebrochen populären Kaiserin rief der Besitzer des Hotels «Beau-Rivage», Jacques Meyer, 1997 den von ihm präsidierten Verein Association Sissi 1998 ins Leben, um den Anlass möglichst glanzvoll zu begehen. Meyers Grossmutter soll der toten Kaiserin damals die Augen geschlossen haben. Auch Stadt und Kanton Genf gehörten dem Verein an. Aktuar war Enrico Zuffi vom Tourismusbüro Genf. Geplant waren unter anderem Ausstellungen, ein Galaabend, Vorträge und touristische Reisen. Ebenfalls sollte ein Sisi-Denkmal enthüllt werden. Die Kosten waren auf eine halbe Million Schweizer Franken budgetiert, die teilweise mit Spendengeldern eingebracht werden sollten.
Das Projekt entpuppte sich bald als Flop. Die primär anvisierten japanischen und US-amerikanischen Tourismusbüros zeigten kaum Interesse, in Österreich plante man unabhängig davon in Wien und Salzburg ähnliche und weit besser besuchte Festlichkeiten. Aufgrund des geringen Spendenflusses und der niedrigen Anmeldezahlen musste das geplante Programm reduziert werden. Da es sich beim Ganzen offensichtlich um eine PR-Aktion für das Luxushotel und den Versuch handelte, aus der allgemeinen «Sissimanie» auch in Genf Kapital zu schlagen, berichteten die Medien oft mit verächtlich-ironischem Unterton darüber. Die österreichische Zeitschrift Profil kommentierte etwa, der Verein plane, «das Ansehen der Kaiserin – und das eigene – in ein neues Licht zu rücken» und Elisabeths Verhältnis zur Schweiz zu untersuchen, «was sich – Überraschung! – in ein touristisches Rahmenprogramm gießen läßt».
Die Ausführung der Statue wurde dem schottischen Bildhauer Philip Jackson übertragen. Ihre Einweihung fand am 9. September 1998 statt. Enthüllt wurde sie dabei von Elisabeths Urenkel Markus Emanuel Habsburg-Lothringen.

## Beschreibung und Deutung

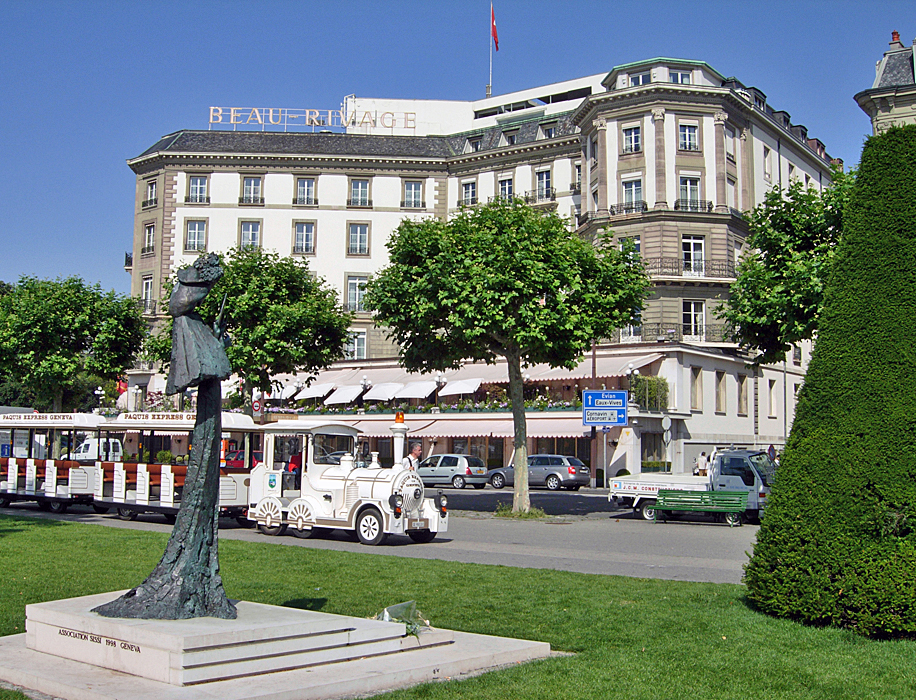
Das Sisi-Denkmal mit dem Hotel «Beau-Rivage» im Hintergrund (2007)

Das Denkmal steht auf der Rotonde du Mont-Blanc beim Quai du Mont-Blanc, unweit des damaligen Tatorts und etwa 70 Meter vom Hotel «Beau-Rivage» entfernt. Die lebensgrosse Bronzestatue ist auf einem vierstufigen Podest platziert. Auf dessen oberen drei Stufen ist an der Vorderseite die französische Inschrift eingelassen:

«IN MEMORIAM
ELISABETH IMPERATRICE D’AUTRICHE, REINE DE HONGRIE
1898 – 10 SEPTEMBRE – 1998»

„Im Gedenken an Elisabeth, Kaiserin von Österreich, Königin von Ungarn, 1898 – 10. September – 1998“

Auf der Rückseite steht der Name des Stiftervereins: «ASSOCIATION SISSI 1998 GENEVA».
In Jacksons Darstellung ist Elisabeth stark untergewichtig (gerüchteweise soll sie an Anorexie gelitten haben). Sie trägt einen ausladenden Gainsborough-Hut mit Federn, ein enganliegendes, mehr als bodenlanges Kleid mit Schleppe und ein elegantes kurzes Cape über den Schultern. In ihrer Rechten hält sie einen Fächer. Ihr Blick geht auf das Hotel «Beau-Rivage».
Stephen O’Shea bezeichnete die Figur als «kantig, bezaubernd schön, obgleich ihr Schöpfer […] sie so darstellte, als wolle sie ihre Schönheit hinter einem Fächer verbergen». Über den Standort sagte er:

«Der Standort dieses Kunstwerks ist sinnreich gewählt: Die eitle Kaiserin dreht der berühmten Aussicht auf den See den Rücken zu, als wolle sie nicht Teil dieser glanzvollen Kulisse sein, sondern selbst im Rampenlicht stehen und ein letztes Mal rebellieren.»